# Kedrostis
Kedrostis é um género botânico pertencente à família Cucurbitaceae.

## Espécies
| - Kedrostis abdallai - Kedrostis africana - Kedrostis angulata | - Kedrostis bainesii - Kedrostis brevispinosa - Kedrostis capensis |

1. ↑  «Kedrostis — World Flora Online». www.worldfloraonline.org. Consultado em 19 de agosto de 2020